# NGC 2336
NGC 2336 è una vasta galassia a spirale barrata situata nella costellazione della Giraffa, a una distanza di circa 105 milioni di anni luce dalla nostra Via Lattea.

## Scoperta
La galassia è stata scoperta nel 1876 dall'astronomo tedesco Wilhelm Tempel.

## Descrizione
NGC 2336 ha una classe di luminosità II-III e presenta una larga riga a 21 cm dell'idrogeno neutro.
È inoltre una galassia attiva del tipo Seyfert 2; il suo nucleo occupa uno spazio molto ristretto per cui viene classificata come una galassia a retired nucleus.
Data la sua luminosità superficiale pari a 14,01, NGC 2336 può essere classificata come una galassia a bassa luminosità superficiale (nella letteratura in lingua inglese abbreviata in LSB, acronimo di Low Surface Brightness). Le galassie LSB sono galassie di tipo diffuso (D) con una luminosità superficiale inferiore di almeno una magnitudine a quella del cielo notturno circostante.
NGC 2336 è stata utilizzata da Gérard de Vaucouleurs come esempio di galassia del tipo morfologico SAB(r)sbc nel suo atlante delle galassie.

## Buco nero supermassiccio
Uno studio, basato sulle misure di luminosità della banda K dell'infrarosso vicino per il bulbo galattico di NGC 2336, stima in 7,5 milioni {\displaystyle M_{\odot }} la massa del buco nero supermassiccio che si ritiene si trovi al centro della galassia.

## Supernova
Il 16 agosto 1987, all'interno di NGC 2336 è stata scoperta la supernova SN 1987L  dall'astronomo amatoriale statunitense Dana Patchick. La supernova è stata classificata di tipo II.